# Saint-Calais
Saint-Calais és un municipi francès situat al departament del Sarthe i a la regió de País del Loira. L'any 2007 tenia 3.595 habitants.

## Demografia

### Població
El 2007 la població de fet de Saint-Calais era de 3.595 persones. Hi havia 1.568 famílies de les quals 638 eren unipersonals (247 homes vivint sols i 391 dones vivint soles), 522 parelles sense fills, 291 parelles amb fills i 117 famílies monoparentals amb fills.
La població ha evolucionat segons el següent gràfic:
Habitants censats

### Habitatges
El 2007 hi havia 1.933 habitatges, 1.608 eren l'habitatge principal de la família, 77 eren segones residències i 248 estaven desocupats. 1.411 eren cases i 474 eren apartaments. Dels 1.608 habitatges principals, 905 estaven ocupats pels seus propietaris, 671 estaven llogats i ocupats pels llogaters i 31 estaven cedits a títol gratuït; 50 tenien una cambra, 190 en tenien dues, 483 en tenien tres, 480 en tenien quatre i 403 en tenien cinc o més. 1.008 habitatges disposaven pel capbaix d'una plaça de pàrquing. A 806 habitatges hi havia un automòbil i a 407 n'hi havia dos o més.

### Piràmide de població
La piràmide de població per edats i sexe el 2009 era:
| Homes | Edats   | Dones |
| ----- | ------- | ----- |
| 4     | 95 o +  | 8     |
| 12    | 90 a 94 | 64    |
| 56    | 85 a 89 | 84    |
| 32    | 80 a 84 | 60    |
| 144   | 75 a 79 | 136   |
| 124   | 70 a 74 | 128   |
| 144   | 65 a 69 | 128   |
| 96    | 60 a 64 | 148   |
| 64    | 55 a 59 | 64    |
| 124   | 50 a 54 | 136   |
| 124   | 45 a 49 | 104   |
| 116   | 40 a 44 | 116   |
| 104   | 35 a 39 | 108   |
| 156   | 30 a 34 | 112   |
| 104   | 25 a 29 | 132   |
| 76    | 20 a 24 | 48    |
| 112   | 15 a 19 | 120   |
| 108   | 10 a 14 | 88    |
| 104   | 5 a 9   | 100   |
| 72    | 0 a 4   | 52    |

## Economia
El 2007 la població en edat de treballar era de 1.978 persones, 1.411 eren actives i 567 eren inactives. De les 1.411 persones actives 1.258 estaven ocupades (701 homes i 557 dones) i 152 estaven aturades (54 homes i 98 dones). De les 567 persones inactives 235 estaven jubilades, 171 estaven estudiant i 161 estaven classificades com a «altres inactius».

### Ingressos
El 2009 a Saint-Calais hi havia 1.577 unitats fiscals que integraven 3.153 persones, la mediana anual d'ingressos fiscals per persona era de 15.810 €.

### Activitats econòmiques
Dels 197 establiments que hi havia el 2007, 5 eren d'empreses extractives, 8 d'empreses alimentàries, 2 d'empreses de fabricació de material elèctric, 11 d'empreses de fabricació d'altres productes industrials, 16 d'empreses de construcció, 50 d'empreses de comerç i reparació d'automòbils, 7 d'empreses de transport, 12 d'empreses d'hostatgeria i restauració, 1 d'una empresa d'informació i comunicació, 16 d'empreses financeres, 4 d'empreses immobiliàries, 26 d'empreses de serveis, 22 d'entitats de l'administració pública i 17 d'empreses classificades com a «altres activitats de serveis».
Dels 50 establiments de servei als particulars que hi havia el 2009, 1 era una oficina d'administració d'Hisenda pública, 1 gendarmeria, 1 oficina de correu, 9 oficines bancàries, 1 funerària, 7 tallers de reparació d'automòbils i de material agrícola, 1 taller d'inspecció tècnica de vehicles, 1 autoescola, 3 paletes, 1 guixaire pintor, 4 fusteries, 4 electricistes, 1 empresa de construcció, 6 perruqueries, 1 veterinari, 5 restaurants, 2 agències immobiliàries i 1 tintoreria.
Dels 32 establiments comercials que hi havia el 2009, 3 eren supermercats, 1 una gran superfície de material de bricolatge, 2 botiges de menys de 120 m², 6 fleques, 2 carnisseries, 1 una peixateria, 1 una llibreria, 4 botigues de roba, 1 una botiga d'equipament de la llar, 1 una sabateria, 3 botigues d'electrodomèstics, 1 una botiga de mobles, 1 un drogueria, 1 una perfumeria, 1 una joieria i 3 floristeries.
L'any 2000 a Saint-Calais hi havia 27 explotacions agrícoles que ocupaven un total de 1.635 hectàrees.

## Equipaments sanitaris i escolars
El 2009 hi havia 1 hospital de tractaments de curta durada, 1 hospital de tractaments de mitja durada (seguiment i rehabilitació), 1 un hospital de tractaments de llarga durada, 1 centre d'urgències, 3 farmàcies i 1 ambulància.
El 2009 hi havia 2 escoles maternals i 2 escoles elementals. A Saint-Calais hi havia 2 col·legis d'educació secundària i 1 liceu tecnològic. Als col·legis d'educació secundària hi havia 285 alumnes i als liceus tecnològics 194.

## Poblacions més properes
El següent diagrama mostra les poblacions més properes.